# Heliga förbönskyrkan, Hančary
Heliga förbönskyrkan (belarusiska: Свята-Пакроўская царква; translitteration: Svjata-Pakrowskaja tsarkva) är en belarusisk-ortodox träkyrkobyggnad belägen i den nordöstra utkanten av staden staden Hančary, i distriktet Lidski Rajon i Hrodna voblast, i nordvästra Belarus.
Kyrkan är helgad åt Guds Moders Beskydd och tillhör Lidas stift i den Belarusisk-ortodoxa kyrkan.

## Historik
Heliga förbönskyrkan i Hančary byggdes 1774.
Efter en större renovering invigdes kyrkan den 22 oktober 1878.

## Inventarier
Under den sörre renoveringen installerades bland annat en ny ikonostas och golvet renoverades.

## Bilder

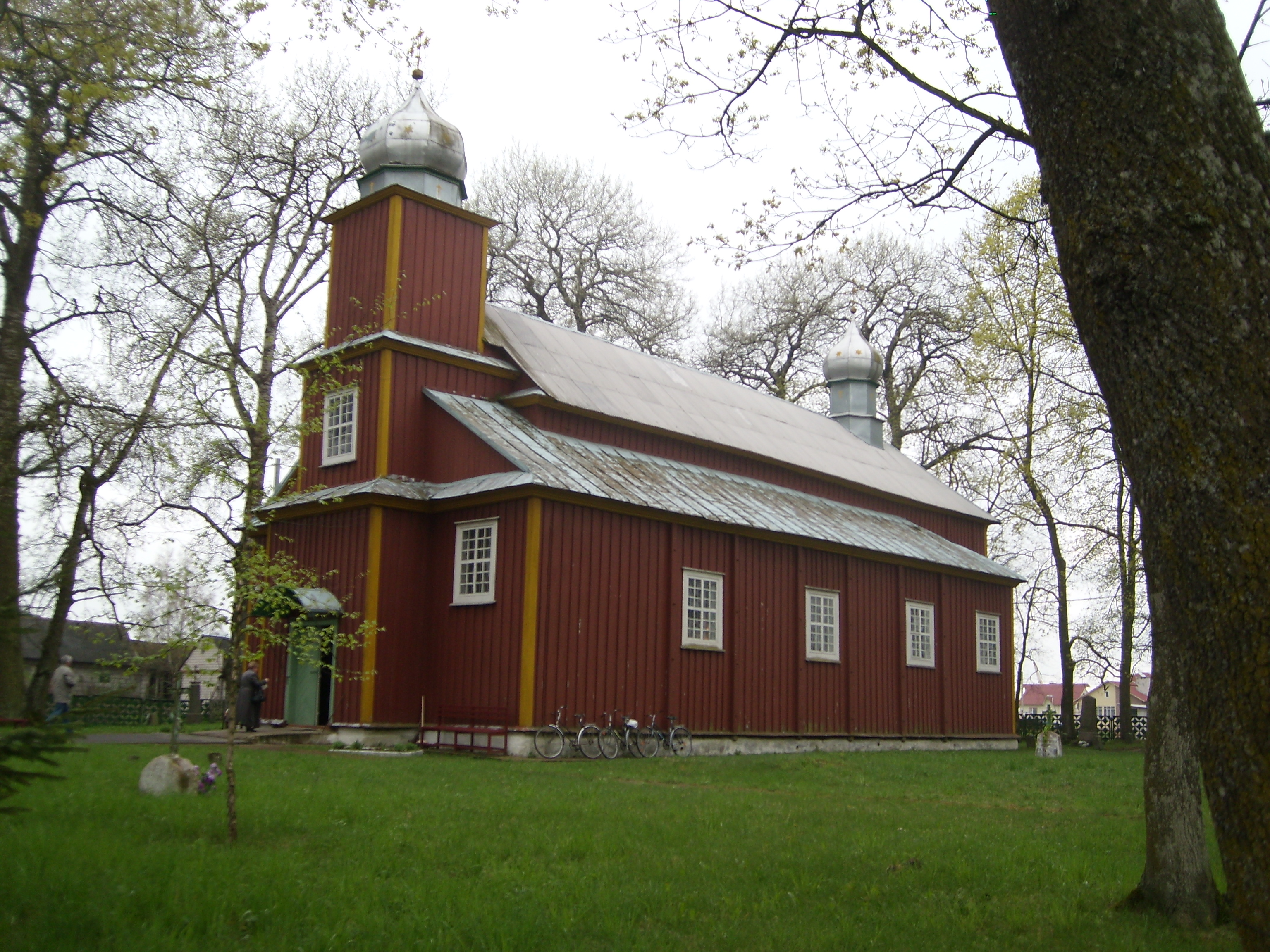
Kyrkan i brun färg (januari 2007).
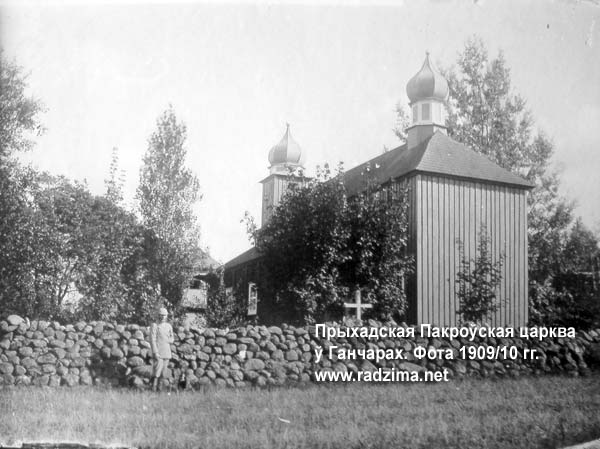
Kyrkan runt år 1900.